# باشگاه فوتسال سپاهان
باشگاه فوتسال فولاد مبارکه سپاهان اصفهان یک باشگاه فوتسال حرفه‌ای ایرانی است که در اصفهان مستقر بود.

## دلیل منحلی
این تیم به دلیل عدم تخصیص بودجه کافی رسماً در ۹ تیر ۱۴۰۱ توسط محمدرضا ساکت مدیرعامل باشگاه سپاهان، برای همیشه منحل شد.

## فصل به فصل
جدول زیر دستاوردهای باشگاه در مسابقات مختلف را شرح می‌دهد.
| ۱۴۰۰ | لیگ برتر | لیگ برتر | جایگزین اهورا شد | جایگزین اهورا شد | جایگزین اهورا شد | جایگزین اهورا شد | جایگزین اهورا شد | جایگزین اهورا شد | جایگزین اهورا شد | جایگزین اهورا شد | سامان دشن | ۲ |  |  |
| ۱۴۰۰ | لیگ برتر | لیگ برتر | ۲                | ۱                | ۰                | ۱                | ۴                | ۴                | ۳                | هفتم             | سامان دشن | ۲ |  |  |
| جمع  | جمع      | جمع      | ۲                | ۱                | ۰                | ۱                | ۴                | ۴                | ۳                |                  |           |   |  |  |

آخرین به‌روزرسانی: ۲۴ اوت ۲۰۲۱
یادداشت‌ها:

* عناوین غیررسمی

۱ بدترین عنوان تاریخ باشگاه
کلید
| - ب = بازی - پ = پیروزی - ت = تساوی - ش = شکست | - گ‌ز = گل زده - گ‌خ = گل خورده |

| قهرمان | نایب‌قهرمان | مقام سوم | مقام چهارم | سقوط | صعود | واجد شرایط نبود | برگزار نشد |

## بازیکنان

### تیم فعلی
تا تاریخ ۲ سپتامبر ۲۰۲۱
| #  | موقعیت    | نام             | ملیت  |
| -- | --------- | --------------- | ----- |
| ۱  | دروازه‌بان | حسین حسینی      | ایران |
| ۴  |           | محمد احمدی      | ایران |
| ۵  |           | حسین علایی      | ایران |
| ۶  |           | سجاد رحیمی      | ایران |
| ۸  |           | مجتبی حسن‌نژاد   | ایران |
| ۹  |           | میلاد چراغی     | ایران |
| ۱۰ | وینگر     | مراد ناظری      | ایران |
| ۱۲ |           | محمد بیاتی      | ایران |
| ۱۳ | مهاجم     | محمد زارعی      | ایران |
| ۱۴ |           | امیررضا خون‌جهان | ایران |
| ۱۸ |           | سامان دشن       | ایران |
| ۲۲ | دروازه‌بان | فیروز فخری      | ایران |
|    |           | متین قادری      | ایران |
|    |           | رضا آبگون       | ایران |
|    | دروازه‌بان | علی‌اکبر حسن‌پور  | ایران |
|    | مدافع     | بابک نصیری      | ایران |
|    | مدافع     | وحید شفیعی      | ایران |

## کادر فنی

### کادر فنی کنونی
| موقعیت           | نام                           |
| ---------------- | ----------------------------- |
| سرمربی           | احمد باغبانباشی               |
| کمک مربیان       | مهرداد جابری محمدرضا عبدیزدان |
| مربی دروازه‌بان‌ها | حسین حسینی                    |
| مدیر فنی         | علیرضا افضل                   |
| سرپرست           | مهدی پاسبانی                  |
| تدارکات          | امیرحسین فرودستان             |

آخرین به‌روزرسانی: ۲۴ اوت ۲۰۲۱

## مربی‌ها
آخرین به‌روزرسانی: ۲۴ اوت ۲۰۲۱
| نام             | ملیت  | از       | به    | رکورد | رکورد | رکورد | رکورد | رکورد | رکورد |
| نام             | ملیت  | از       | به    | ب     | پ     | ت     | ش     | ٪ برد |       |
| --------------- | ----- | -------- | ----- | ----- | ----- | ----- | ----- | ----- | ----- |
| احمد باغبانباشی | ایران | اوت ۲۰۲۱ | اکنون | ۲     | ۱     | ۰     | ۱     | ۰۵۰   |       |